# James B. Edwards Bridge
Pour les articles homonymes, voir Edwards.
Le James B. Edwards Bridge est un pont de Caroline du Sud, dans le sud-est des États-Unis. Construit en 1989, ce pont en poutre-caisson permet à l'Interstate 526 de franchir la Wando River entre l'île de Daniel à  Charleston, dans le comté de Berkeley, et Mount Pleasant, dans le comté de Charleston.